# Bönitz
Bönitz ist ein Ortsteil der Stadt Uebigau-Wahrenbrück im südbrandenburgischen Landkreis Elbe-Elster. Er befindet sich an der Bundesstraße 183.

## Geschichte

Bönitz auf einer geschichtlichen Karte des Kreises Liebenwerda (1910).

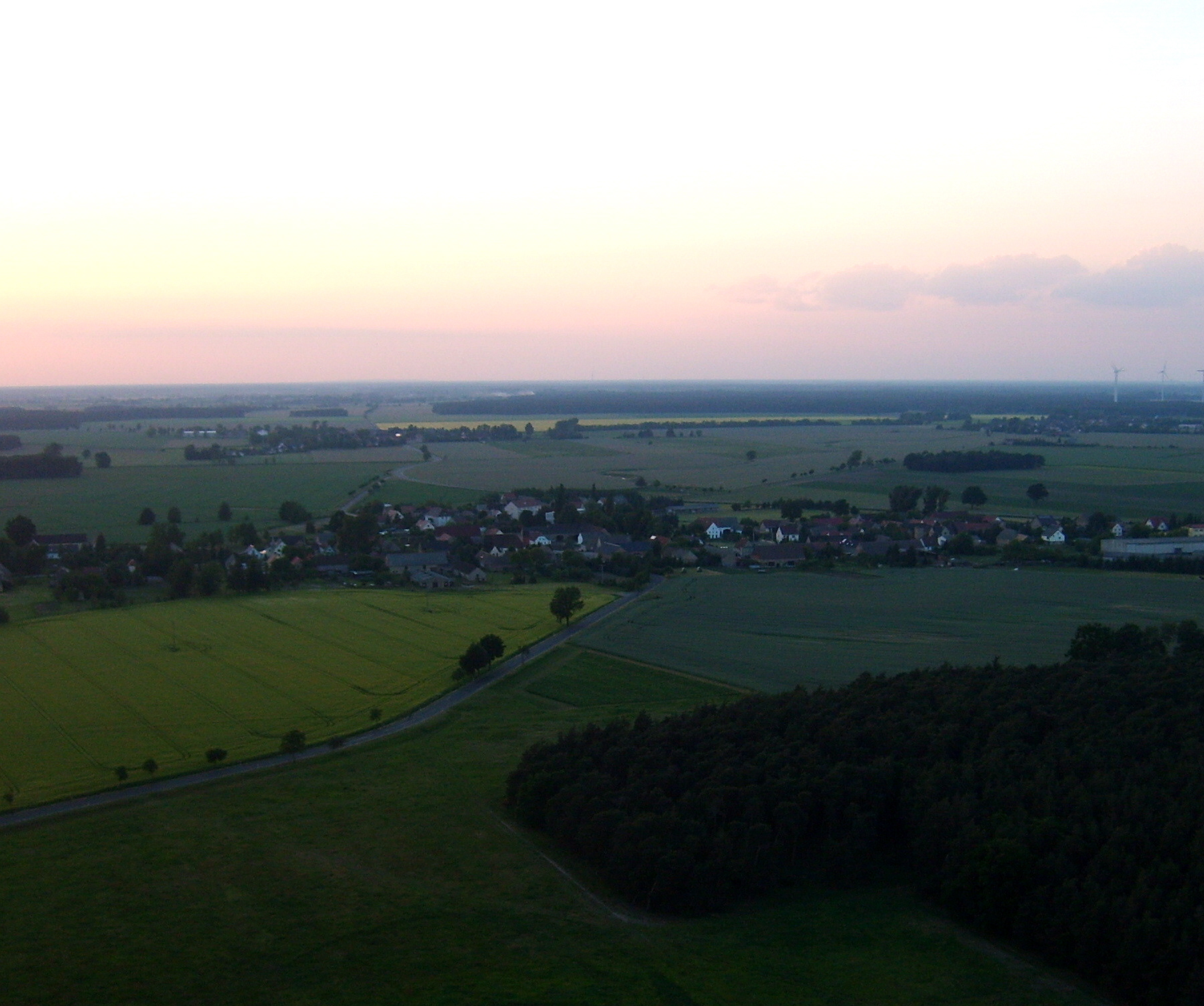
Bönitz

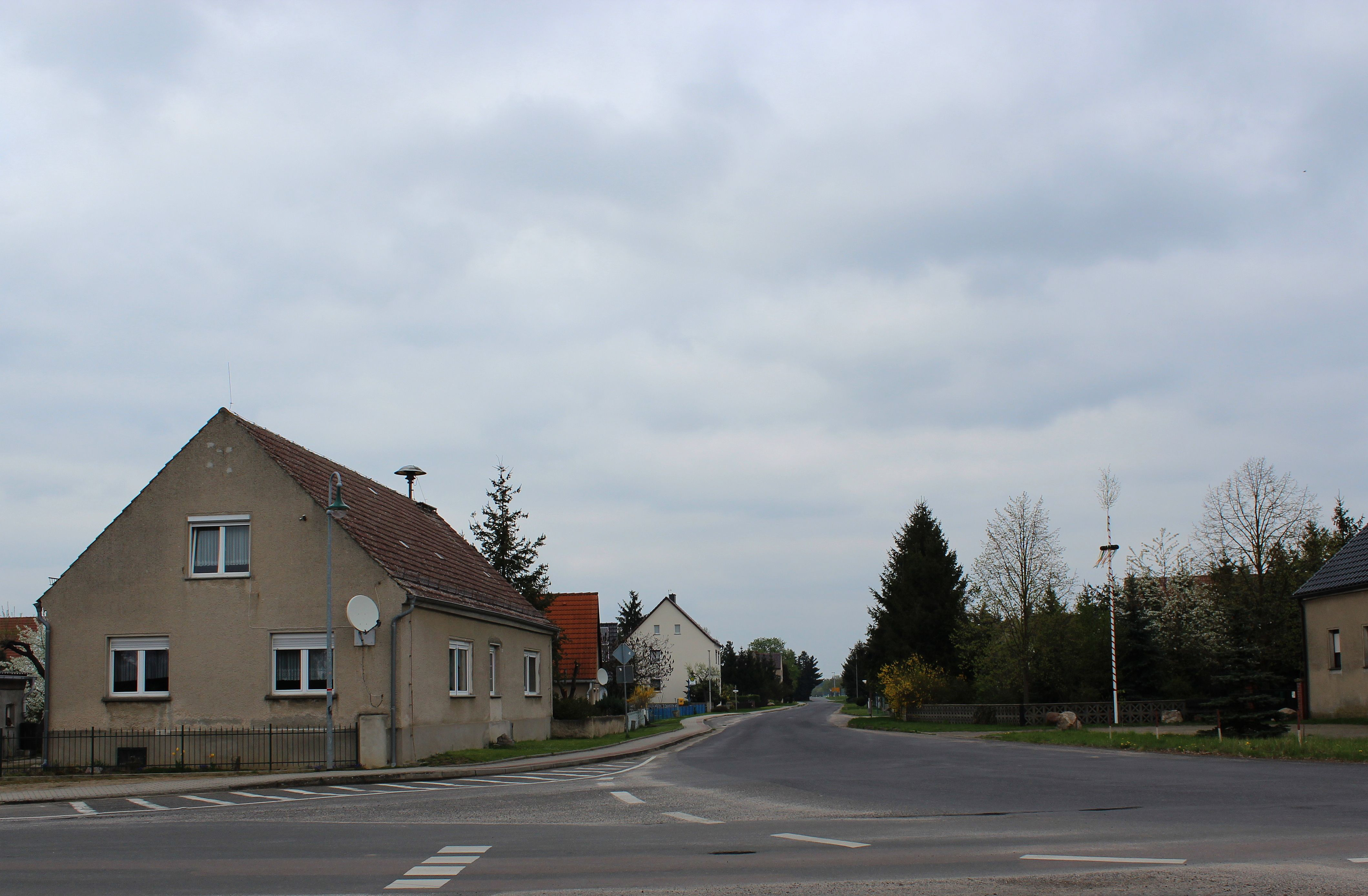
Hauptstrasse

### Ortsgeschichte
Der Ort wurde 1202 urkundlich erstmals als Boimiz erwähnt.
Laut einer Papsturkunde von 1253 gehörte Bönitz zu jener Zeit zum Kloster Dobrilugk.
1589 lebten 23 „besessene“ Mann mit ihren Familien im Dorf. Davon waren 17 Hüfner und 6 Gärtner. Alle waren dem sächsischen Amt Liebenwerda zinsbar. Das Dorf hatte einen eigenen Dingstuhl und ein freies Erbgericht als Lehngut.
Bönitz gehörte später zum sächsischen Amt Liebenwerda, welches 1816 im Landkreis Liebenwerda aufging. Im Liebenwerdaer Amtserbbuch aus dem Jahr 1505 erscheint der Ort als Bonewitz mit dreiunddreißig Hufen Land, vierzehn Hüfner und zwei Gärtner. Visitationsakten von 1529 geben für Bönitz siebzehn Hüfner und zwei Gärtner an.
1835 zählte das Dorf 35 Wohnhäuser mit 201 Einwohnern. An Vieh wurden 48 Pferde, 185 Stück Rindvieh, 140 Schafe, 6 Ziegen und 30 Schweine gezählt.
Am 27. September 1998 wurde Bönitz gemeinsam mit den Gemeinden Beiersdorf, Beutersitz, Saxdorf, Domsdorf, Kauxdorf, Marxdorf, Prestewitz, Rothstein, Wildgrube und Winkel in die Stadt Wahrenbrück eingemeindet. Am 31. Dezember 2001 wurden Wahrenbrück und die Stadt Uebigau mit den Gemeinden Bahnsdorf, Drasdo sowie Wiederau zusammengeschlossen.

### Bevölkerungsentwicklung
| 1835 | 201 |  | 1939 | 272 |  | 1985 | 325 |  | 1994 | 288 |
| 1875 | 310 |  | 1946 | 385 |  | 1989 | 299 |  | 1995 | 279 |
| 1890 | 320 |  | 1950 | 381 |  | 1990 | 319 |  | 1996 | 295 |
| 1910 | 330 |  | 1964 | 327 |  | 1991 | 302 |  | 1997 | 293 |
| 1925 | 336 |  | 1971 | 344 |  | 1992 | 287 |  | 2016 | 216 |
| 1933 | 294 |  | 1981 | 336 |  | 1993 | 290 |  | 2019 | 214 |

## Kultur und Sehenswürdigkeiten

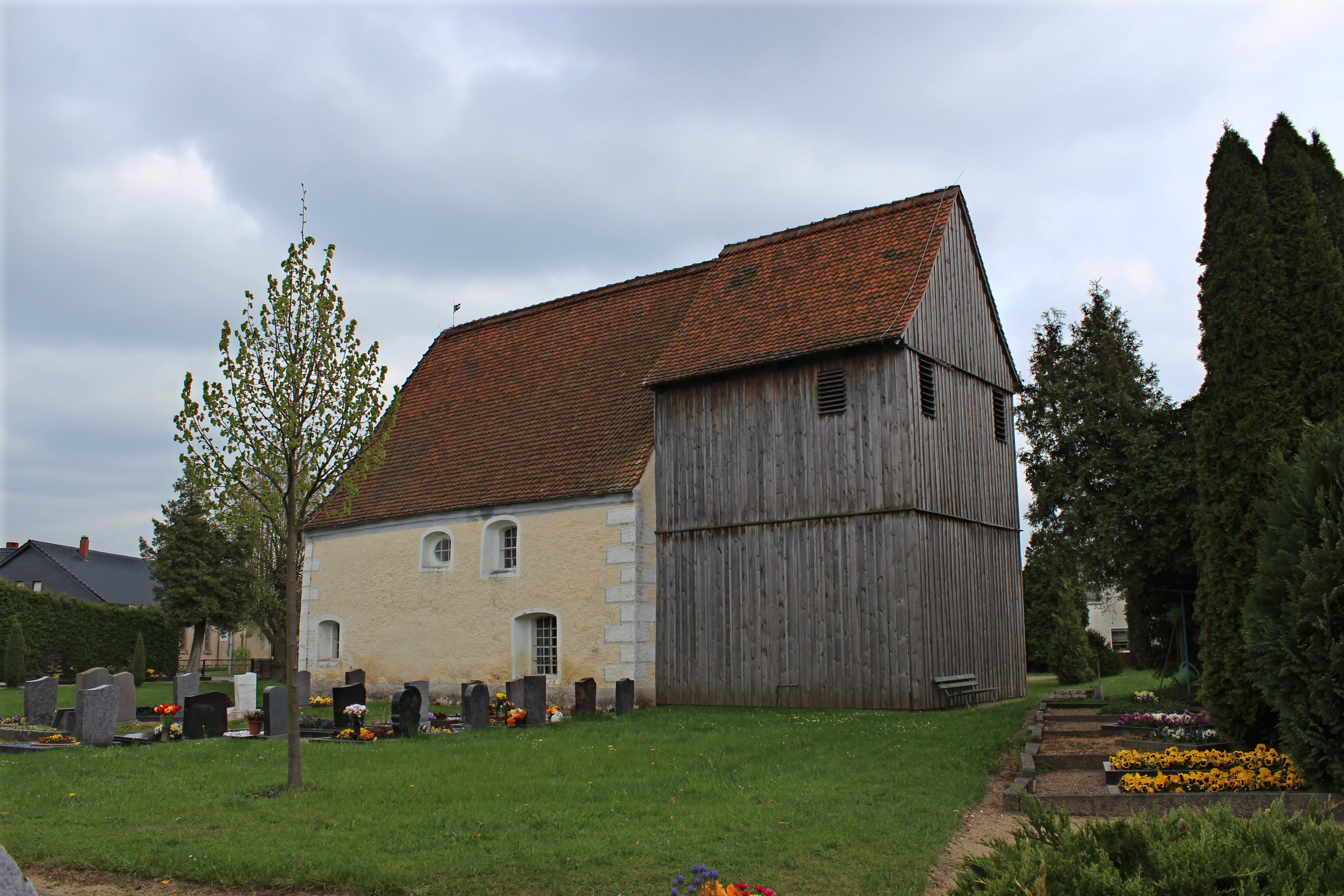
Die Bönitzer Dorfkirche

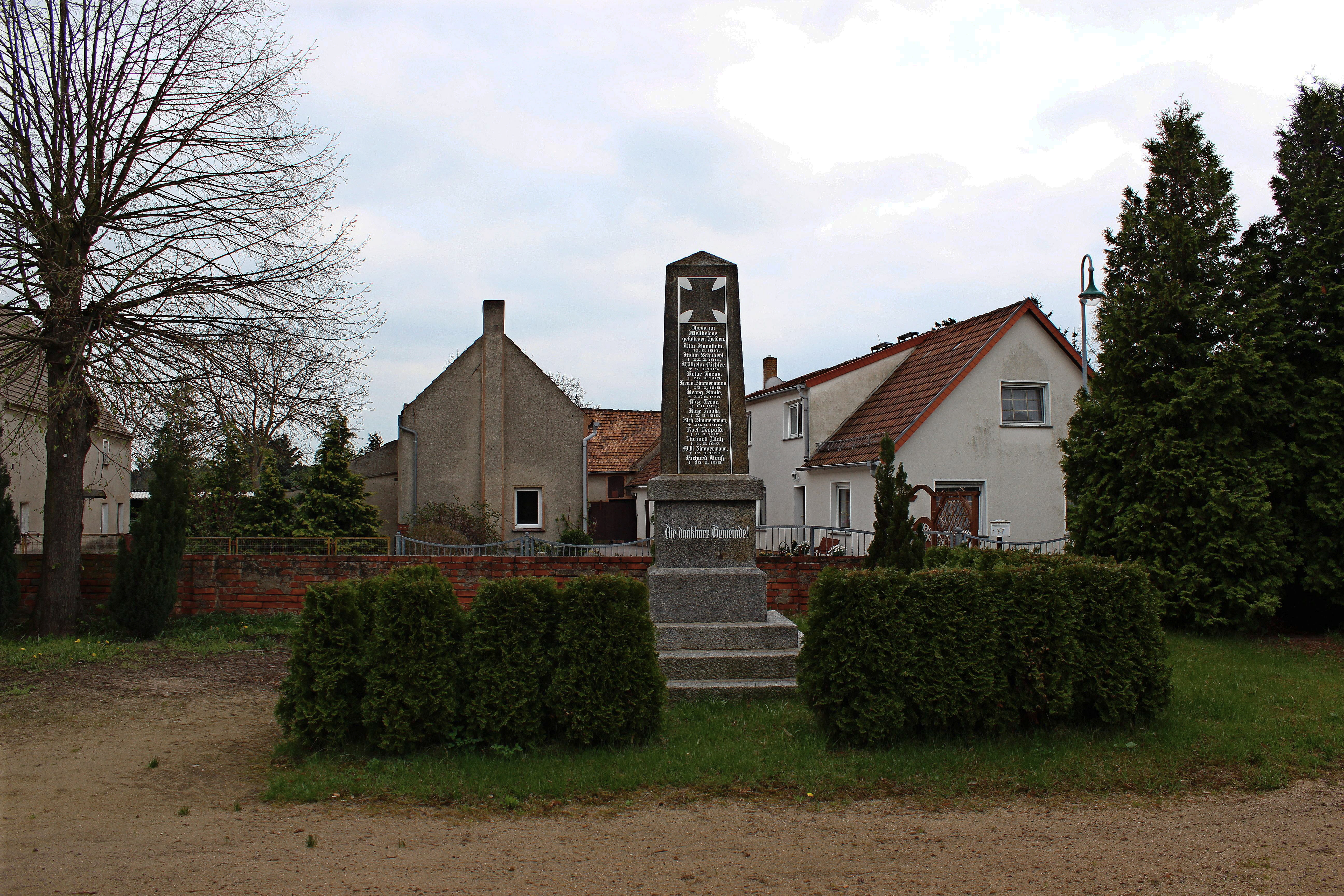
Kriegerdenkmal auf dem Friedhof

### Bauwerke
Die 1545 erbaute Dorfkirche ist ein Putzbau mit barocken Fensteröffnungen. Sie befindet sich im Ortskern von Bönitz und steht unter Denkmalschutz. Die südliche Vorhalle stammt aus dem Jahr 1629, die einheitliche Ausstattung von 1628. Auf den gleichen Zeitraum wird auch eine Hufeisenempore mit bemalter Brüstung datiert. Im Westen der Kirche schließt sich ein freistehender, mit Biberschwänzen gedeckter Glockenturm an, der nur wenig höher ist als der eigentliche Kirchenbau. Da an der Kirche schwere bauliche Schäden auftraten, wurde die Bönitzer Kirche mit Hilfe der Deutschen Stiftung Denkmalschutz in den letzten Jahren restauriert.
Die 1875 erbaute Orgel der Kirche, welche nicht mehr bespielbar war, wurde 2004 überholt. Bei den von der Bad Liebenwerdaer Orgelbaufirma Voigt durchgeführten Restaurierungsarbeiten wurde die Orgel in alle Einzelteile zerlegt, neue Pfeifen eingesetzt und das Holzgehäuse gestrichen. Bereits zwei Jahre vorher war ein neuer Motor für den Blasebalg eingebaut worden. In unmittelbarer Nachbarschaft der Kirche befindet sich auf dem Friedhof ein Kriegerdenkmal in Form einer Stele zu Ehren der im Ersten Weltkrieg gefallenen Dorfbewohner.
Ein Mehrzweckgebäude dient örtlichen Vereinen zur kulturellen Betätigung.

### Sport
In Bönitz gibt es den Fußballverein SV Röderland 75. Dessen Männermannschaft spielt gegenwärtig in der 2. Kreisklasse. Der Verein wurde 1975 im Bönitzer Mehrzweckgebäude als BSG Traktor Bönitz gegründet. 1991/92 erfolgte dessen Umbenennung und die Eintragung in das Vereinsregister des Kreisgerichtes Bad Liebenwerda.

## Persönlichkeiten
- Jörg Junhold (geb. 26. März 1964) ist Zoodirektor in Leipzig. Er wuchs in Bönitz auf und ging hier zur Schule.